# Flughafen Guilin-Liangjiang

i7
i11
i13
Der Flughafen Guilin-Liangjiang (chinesisch 桂林两江国际机场, Pinyin Guìlín Liǎngjiāng Guójì Jīchǎng; in der Eigendarstellung auch Guilin Liangjiang International Airport, IATA-Code: KWL, ICAO-Code: ZGKL) ist der Flughafen der Stadt Guilin im Autonomen Gebiet Guangxi der Zhuang, Volksrepublik China. Er liegt im Verwaltungsgebiet der Großgemeinde Liangjiang (两江镇) des Stadtbezirks Lingui.

## Flugbetrieb und Infrastruktur
Der Flughafen ist 24 Stunden täglich anfliegbar und sowohl für VFR- als auch für IFR-Verkehr zugelassen. Er verfügt über eine 3200 m lange, 45 m breite Betonpiste mit etwa nord-südlicher Ausrichtung (01/19). Diese ist in beide Richtungen mit einem PAPI und einem CAT-I-Instrumentenlandesystem ausgestattet; ein NDB/DME- oder VOR/DME-Anflug ist ebenfalls möglich. Östlich der Start- und Landebahn befinden sich der Tower und das einzige Terminal.